# Paolo Grossi
Paolo Grossi (Firenze, 29 gennaio 1933 – Firenze, 4 luglio 2022) è stato un giurista e storico italiano, Presidente della Corte costituzionale dal 24 febbraio 2016 al 23 febbraio 2018.

## Biografia

### Formazione
Compie studi classici presso il Liceo Classico Dante di Firenze. Compie gli studi giuridici presso la Facoltà di Giurisprudenza dell'Università degli Studi di Firenze. Profondamente influenzato dalle lezioni civilistiche di Enrico Finzi e soprattutto dalla personalità dello storico di diritto canonico Pietro Agostino D'Avack, si laurea nel 1955 in Storia del diritto italiano, discutendo col titolare della cattedra Ugo Nicolini una tesi sul regime giuridico delle abbazie benedettine nell'Alto Medioevo italiano.

### Didattica
Divenuto assistente dello stesso Nicolini subito dopo la laurea, ha intrapreso la sua attività di docente in Storia del diritto italiano a partire dal 1960. Nell'anno accademico 1960-1961 è professore incaricato presso l'Università degli Studi di Siena. Dal 1963 assume la cattedra presso la Facoltà di Giurisprudenza dell'Università degli Studi di Macerata (dove ha come allievo Mario Sbriccoli). Dal 1964 al 1966 è Preside di Facoltà.
Dal 1966 è docente di Storia del diritto italiano medievale e moderno presso la Facoltà di Giurisprudenza dell'Università degli Studi di Firenze. In questa Facoltà ha insegnato per incarico anche Diritto comune, Storia del diritto canonico e Diritto canonico, ed è stato Preside dal 1972 al 1975.
Ha tenuto l'ultima lezione fiorentina nel 2006 e ha lasciato il ruolo di professore ordinario a tempo pieno il 1º novembre 2008.
Sulla base dell'insegnamento accademico fiorentino di Grossi si è formata una generazione di storici del diritto quotata a livello internazionale: tra gli altri, Maurizio Fioravanti (Storia del diritto costituzionale), Mario Sbriccoli (Storia del diritto penale), Pietro Costa (Storia della filosofia del diritto), Bernardo Sordi (Storia del diritto amministrativo), Paolo Cappellini (Storia del diritto civile), Giovanni Rossi (Storia del diritto contemporaneo), Irene Stolzi (Storia del diritto del lavoro) e Federigo Bambi (Storia della lingua applicato al diritto)
Dal 2006 è stato docente di Storia del diritto italiano medievale e moderno presso la Facoltà di Giurisprudenza dell'Università degli Studi Suor Orsola Benincasa di Napoli. Cattedra che ha lasciato il 23 febbraio 2009, al momento del giuramento come giudice costituzionale in seguito alla nomina da parte del Presidente della Repubblica Giorgio Napolitano.

### Ricerca
Ha fondato nel 1971 e diretto sino a tutto il 2002 il Centro studi per la storia del pensiero giuridico moderno (ante 1980: Gruppo di ricerca per la storia del pensiero giuridico moderno), editore ad oggi di oltre 100 monografie storico-giuridiche e della rivista Quaderni fiorentini per la storia del pensiero giuridico moderno, a cadenza annuale ed ora anche online. Al Centro, sito a Firenze in piazza Indipendenza, il giurista ha devoluto a titolo gratuito un fondo librario ("Fondo Grossi") di oltre diecimila volumi. Il Centro gli è stato intitolato in occasione della Giornata di studi dedicata ai 50 anni dei Quaderni Fiorentini, il 21-22 ottobre del 2022.
Dal 1966 al 1983 è stato Segretario generale dell'Istituto di Diritto Agrario Internazionale e Comparato (I.D.A.I.C.), ente di ricerca con sede a Firenze, nonché membro del Comitato scientifico. Dal 1989 al 1998 è stato membro del Consiglio scientifico (Fachbeirat) della Società Max Planck per la Storia del diritto europeo, con sede a Francoforte sul Meno.

### Incarichi istituzionali

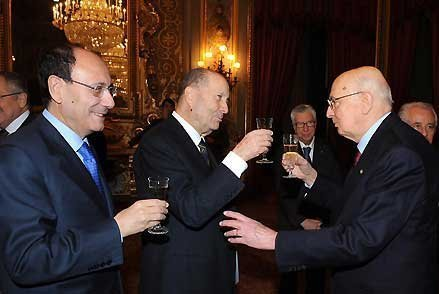
Paolo Grossi brinda con Giorgio Napolitano e Renato Schifani il giorno del giuramento come giudice costituzionale (23 febbraio 2009).

Dal 1979 al 1986 è stato uno dei due professori ordinari rappresentanti le Facoltà giuridiche italiane in seno al Consiglio Universitario Nazionale presso il Ministero della Pubblica Istruzione.
Dal 1996 al 2004, su nomina della Conferenza Episcopale Toscana, è stato giudice del Tribunale ecclesiastico regionale Etrusco.
Il 17 febbraio 2009 è stato nominato giudice costituzionale dal Presidente della Repubblica Giorgio Napolitano, in sostituzione di Giovanni Maria Flick. Ha prestato giuramento il 23 febbraio 2009. Il 24 febbraio 2016 è stato eletto all'unanimità Presidente della Corte costituzionale, dopo le dimissioni di Alessandro Criscuolo. Cessa dall'incarico allo scadere del mandato il 23 febbraio 2018, divenendo giudice emerito.
Muore a Firenze il 4 luglio 2022, all'età di 89 anni. I funerali si tengono due giorni più tardi nella Basilica della Santissima Annunziata a Firenze.

## Onorificenze e riconoscimenti
Ha ricevuto svariate lauree honoris causa in Giurisprudenza, tra cui si segnalano quelle conferitegli dall'Università di Francoforte sul Meno nel 1989, dall'Università di Stoccolma nel 1990, dall'Universitat Autònoma de Barcelona nel 1991, dall'Università autonoma di Madrid nel 1994, dall'Università di Siviglia nel 1998, dall'Università di Bologna il 24 ottobre 2005, dall'Università degli Studi Suor Orsola Benincasa di Napoli il 20 dicembre 2007, dall'Università federale del Rio Grande do Sul il 4 giugno 2009, dall'Università federale del Paraná il 30 agosto 2011.
È socio nazionale dell'Accademia Nazionale dei Lincei, cui è ascritto dal 1990. È presidente della classe di Scienze giuridiche economiche e sociali dell'Accademia Colombaria, Accademico dei Georgofili, Accademico delle scienze di Torino e socio di altre accademie nazionali ed internazionali.
Nel 1995 ha ricevuto il Premio Scanno in Diritto. Nel 1999 è stato insignito del titolo di professore onorario dalla Facoltà di Diritto della Pontificia Università Cattolica del Perù.
Nel 2000 gli è stato conferito il premio "Giurista dell'anno" dalla European Law Students' Association a seguito di votazione avvenuta fra gli studenti delle Facoltà giuridiche italiane.
Il 1º settembre 2000 è stato proclamato duca di Amalfi quale maestro di Diritto.
Il 23 gennaio 2007 ha ricevuto dalla città di Firenze il Fiorino d'oro per il "mirabile contributo allo sviluppo del pensiero giuridico moderno".

## Opere scelte
- Locatio ad longum tempus. Locazione e rapporti reali di godimento nella problematica del diritto comune, Napoli, Morano, [1963] (rist. Napoli, Edizioni scientifiche italiane, 2014)
- La proprietà e le proprietà nell'officina dello storico, Milano, Giuffrè, 1988[14] (2ª ed., con prefazione "Venti anni dopo", Napoli, Editoriale Scientifica, 2006);
- L'ordine giuridico medievale, Roma - Bari, Laterza, 1995 (3ª ed. accresciuta 2006);
- Assolutismo giuridico e diritto privato, Milano, Giuffrè, 1998;
- Scienza giuridica italiana. Un profilo storico (1860-1950), Milano, Giuffrè, 2000;
- Mitologie giuridiche della modernità, Milano, Giuffrè, 2001 (3ª ed. accresciuta 2007);
- Prima lezione di diritto, Roma - Bari, Laterza, 2003;
- Il diritto tra potere e ordinamento, Napoli, Editoriale Scientifica, 2005;
- Società, diritto, stato. Un recupero per il diritto, Milano, Giuffrè, 2006;
- L'Europa del diritto, Roma - Bari, Laterza, 2007;
- Uno storico del diritto alla ricerca di se stesso, Bologna, Il Mulino, 2008;
- Nobiltà del diritto. Profili dei giuristi, Milano, Giuffrè, 2008 (vol. I); 2014 (vol. II);
- Ritorno al diritto, Roma - Bari, Laterza, 2015;
- L'invenzione del diritto, Roma - Bari, Laterza, 2017.